# كونور موراي (لاعب كرة قدم)
كونور موراي (بالإنجليزية: Connor Murray) هو لاعب كرة قدم بريطاني في مركز الهجوم، ولد في 24 أبريل 1997 في غلاسكو في المملكة المتحدة. لعب مع كوين أوف ساوث.

## وصلات خارجية
- كونور موراي (لاعب كرة قدم) على موقع قاعدة بيانات كرة القدم.إي يو (الإنجليزية)
- كونور موراي (لاعب كرة قدم) على موقع Soccerbase.com (لاعب) (الإنجليزية)
- كونور موراي (لاعب كرة قدم) على موقع Soccerway.com (الإنجليزية)